# Färöischer Fußballpokal der Frauen 2002
Der Färöische Fußballpokal der Frauen 2002 fand zwischen dem 13. April und 29. Juli 2002 statt und wurde zum 13. Mal ausgespielt. Im Endspiel, welches im Gundadalur-Stadion in Tórshavn auf Kunstrasen ausgetragen wurde, siegte KÍ Klaksvík mit 6:1 gegen Titelverteidiger HB Tórshavn.
KÍ Klaksvík und HB Tórshavn belegten in der Meisterschaft die Plätze eins und fünf, dadurch erreichte KÍ Klaksvík das Double. Mit B71 Sandur erreichte ein Zweitligist das Halbfinale.
Für KÍ Klaksvík war es der zweite Sieg bei der sechsten Finalteilnahme, für HB Tórshavn die dritte Niederlage bei der achten Finalteilnahme.

## Teilnehmer
Teilnahmeberechtigt waren folgende zwölf A-Mannschaften der ersten und zweiten Liga:
| 1. Deild                                                         | 2. Deild                                                   |
| B36 Tórshavn B68 Toftir GÍ Gøta HB Tórshavn KÍ Klaksvík VB Vágur | AB Argir B71 Sandur FS Vágar NSÍ Runavík SÍ Sumba Skála ÍF |

## Modus
Die vier besten Mannschaften der 1. Deild 2001 waren für das Viertelfinale gesetzt. Die verbliebenen Mannschaften spielten in einer Runde die restlichen vier Teilnehmer aus. Alle Runden wurden im K.-o.-System ausgetragen.

## 1. Runde
Die Partien der 1. Runde fanden am 13. und 14. April statt.
|             | Ergebnis      |          |
| ----------- | ------------- | -------- |
| NSÍ Runavík | 1 2:0 (2:0) 1 | SÍ Sumba |
| AB Argir    | 5:0 (2:0)     | FS Vágar |
| B68 Toftir  | 2:0 (0:0)     | GÍ Gøta  |
| B71 Sandur  | 5:2 (3:0)     | Skála ÍF |

## Viertelfinale
Die Viertelfinalpartien fanden am 20. und 21. April statt.
|              | Ergebnis      |             |
| ------------ | ------------- | ----------- |
| KÍ Klaksvík  | 1 4:2 (1:1) 1 | B68 Toftir  |
| B36 Tórshavn | 11:1 (2:0)    | AB Argir    |
| HB Tórshavn  | 10:0 (5:0)    | NSÍ Runavík |
| VB Vágur     | 2 w/o 2       | B71 Sandur  |

## Halbfinale
Die Hinspiele im Halbfinale fanden am 5. Juni statt, die Rückspiele am 12. und 13. Juni.
|             | Gesamt |              | Hinspiel  | Rückspiel |
| ----------- | ------ | ------------ | --------- | --------- |
| KÍ Klaksvík | 5:1    | B36 Tórshavn | 3:0 (1:0) | 2:1 (2:1) |
| HB Tórshavn | 3:1    | B71 Sandur   | 1:0 (0:0) | 2:1 (0:1) |

## Finale
| Paarung        | HB Tórshavn – KÍ Klaksvík |
| Ergebnis       | 1:6 (1:3) |
| Datum          | 29. Juli 2002 |
| Stadion        | Gundadalur, Tórshavn |
| Schiedsrichter | Jens Petur Brattalíð (Vágur) |
| Tore           | 0:1 Elsa Maria Simonsen (1.) 0:2 Bára S. Klakstein (7.) 0:3 Rannvá B. Andreasen (22.) 1:3 Ása úr Dímun (33.) 1:4 Vivian Bjartalíð (57.) 1:5 Malena Josephsen (62.) 1:6 Rannvá B. Andreasen (75.)                                                                                              |
| HB Tórshavn    | Randi Wardum – Linda Weihe, Linda Jacobsen, Eyðvør Thomsen (80. Sára Svartá Sørensen), Liljan av Fløtum Petersen – Gunn Sloan Müller, Silja á Borg Færø, Kristina D. Simonsen, Ása úr Dímun – Eyðfríð Kristiansen, Malan á Dunga Cheftrainer: Andras K. Thomassen, Sigmundur Pauli Mikkelsen  |
| KÍ Klaksvík    | Vivi Andreasen – Jensa Sirdal, Ragna B. Patawary , Paula Mikkelsen, Paula Sjóstein (78. Annelisa Justesen) – Bára S. Klakstein, Una Olsen (82. Ann Olsen), Vivian Bjartalíð (67. Petra Sjóstein), Elsa Maria Simonsen – Rannvá B. Andreasen, Malena Josephsen Cheftrainer: Jón Harald Poulsen |

## Torschützenliste
Bei gleicher Anzahl von Treffern sind die Spielerinnen nach dem Nachnamen alphabetisch geordnet.
| Platz | Spieler                 | Verein       | Tore |
| ----- | ----------------------- | ------------ | ---- |
| 1     | Rannvá B. Andreasen     | KÍ Klaksvík  | 08   |
| 2     | Ása Dam á Neystabø      | B36 Tórshavn | 07   |
| 3     | Eyðfríð Kristiansen     | HB Tórshavn  | 05   |
| 4     | Malan á Dunga           | HB Tórshavn  | 03   |
| 4     | Súsanna Maria Hansen    | B36 Tórshavn | 03   |
| 4     | Elin Sunnfríð Højsted   | B71 Sandur   | 03   |
| 4     | Malena Josephsen        | KÍ Klaksvík  | 03   |
| 4     | Maria Michelsen         | AB Argir     | 03   |
| 9     | Elin Kathrina Haraldsen | AB Argir     | 02   |
| 9     | Annika Thomsen          | HB Tórshavn  | 02   |